# 陶濬
陶濬（3世纪—3世纪），三国吳武将，徐陵督。鎮南將軍陶璜之弟。
吳天紀三年（279年），率七千兵討伐交州郭馬之亂。但因晉國入侵，返回武昌參與戰爭，但引兵不前，固守武昌。
回到建業後，向吳主孫皓誇下海口說：｢蜀船皆小，今得二萬兵，乘大船戰，自足擊之。｣ 孫皓予陶濬兩萬兵馬，封為假節鉞，鎮南大將軍，領荊州牧，然兵士觀晉軍勢力龐大，於夜裡悉數逃亡，後陶濬下落不明，有可能已经向晋军投降。
事實上，王濬所作之戰船，晉書中記載，｢方百二十步，受二千餘人｣，絕非陶濬所言之小船，吳當時最大之戰艦都較之為小。然依《通鑑紀事本末·卷十一下》所載，當時時令為水淺的三月，所以有可能作了大船不用，只派小船伐吳。